# 森永太一郎
森永 太一郎（もりなが たいちろう、慶応元年6月17日（1865年8月8日） - 昭和12年（1937年）1月24日）は、日本の実業家。森永製菓創業者。安倍晋三首相の妻・昭恵は外曾孫娘にあたる。父親の死後、幼少期のほとんどを母親の実家力武家で養われる。

## 経歴
父・常次郎、母・キクの長男・伊左衛門として肥前国松浦郡伊万里（現・佐賀県伊万里市）に生まれる。生家の森永商店は陶磁器の積み出し港として栄えた伊万里で一番の陶器問屋で、伊万里湾の漁業権を握る網元でもあったが、父の代には家勢も衰え、6歳の時に父が病死すると財産は人手に渡り、母は再婚。親類の家を転々とする不遇な幼少時代を過ごした。やがて伯父の山崎文左衛門に引き取られて山崎太一郎となり、商人の心構えを教え込まれた。12歳まで自分の名さえ正確に書けず、奉公の余暇に手習いをさせてもらう約束で本屋の住み込み店員となり、13歳で野菜の行商人になり、15歳から伊万里焼の問屋に奉公し、19歳で上京して、叔父も出資していた横浜の合資会社有田屋（伊万里焼の営業所）で働いた。
20歳で結婚し、翌年九谷焼を外国商館に販売していた横浜の陶器問屋道谷商店で数年を過ごしたが同店が倒産。債権者への返済のために店の商品を海外で販売することを目論み、明治21年（1888年）24歳の時に妻と長女を日本に残して渡米した。
サンフランシスコで焼き物の販売を試みたが、労働者階級の地域であり、陶器の価格も高かったため、失敗に終わった。日本から持ってきた陶器をオークションで売り払って日本に送金し、無料宿泊所である日本人ミッション教会の厄介になりながら、米人家庭の掃除や皿洗いなどで糊口を凌いだ。オークランドに移り、自暴自棄になり、自殺も考えていたところその時公園で見知らぬ老婦人から貰った一粒のキャンデイーをもらい、そこで日本では誰も手掛けていなかった西洋菓子の製造に目を付ける。菓子工場の仕事を探したが、人種差別の強い時代のためもあってなかなか望む仕事は見つからなかった。下働きとして住み込んだ公園でキャンディーをくれたスカンジナビア人とアイルランド人のクリスチャンの老夫婦に再会して親切にされたことをきっかけにキリスト教に関心を持ち、のちにメリマン・ハリスから洗礼を受けた。
明治23年（1890年）夏に一度は日本に帰国し、故郷の伊万里で福音伝道を試みたが、全く相手にされなかったどころか、異教に入信したことを知った叔父に勘当され、森永姓に復姓。
3か月後、今度こそ西洋菓子製法の習得を目指して再び渡米し、アラメダのジョンソン・ホームベーカリーの雑用係を経て、明治28年（1895年）31歳の時にオークランドのキャンディー工場＆キャンディーストア「ブルーニング社」の掃除係として入社した。この当時、森永は身長180cm、体重70キロの巨漢だった。ここでも多くの人種差別の苦難に遭いながらも様々な西洋菓子の製法を5年間で身に付け、日本に西洋菓子を普及させる時期になったと判断した太一郎は計11年間の滞米を終えて帰国の決心をした。この時オークランドのブルーニング夫妻から「小売りをせず、卸だけやれば家賃の安い辺鄙な所でも済む。自分も二坪ばかりの小さな家で菓子を作り、そこで寝泊りをして始めた。」と助言を受け、明治32年（1899年）6月下旬に横浜に到着した。
帰国後の1899年、現在の森永製菓の前身となる森永西洋菓子製造所を東京・赤坂（旧溜池町、現在の赤坂1・2丁目付近）に設立した。主にマシュマロを製造していたが、後にキャラメルを主力製品とする。当時「天使の食べ物」と呼ばれていたマシュマロは在米中に行なった市場調査で邦人にもっとも好まれた菓子だった。ロゴの「エンゼルマーク」は森永のキリスト教の天使をイメージして作られた。1905年には貿易商社に勤めていた松崎半三郎を迎い入れ、森永も自らリヤカーを引いて販売に当たった。
品質第一を心がけ、駐日アメリカ公使夫人や皇室からも注文がきた。やがて箱入りのミルク・キャラメルがヒット商品となり、全国的に有名になる。
帰国後起業家となり多額の富を得た森永はキリスト教を離れたが、1930年に2人目の妻を亡くしたのをきっかけに再び信仰に戻る。関東大震災ではミルクの接待30万人、ビスケット・キャラメルなどの菓子類6万袋、米87石8斗、小缶練乳1万5千缶に達した。それからも、日比谷公園や芝公園などの避難場所でトラックに満載したドーナッツの配布した。
1935年4月に社長を引退、その後はキリスト教の教えを説きながら全国をめぐる日々を過ごした。1937年に71歳で没した。

## ギャラリー

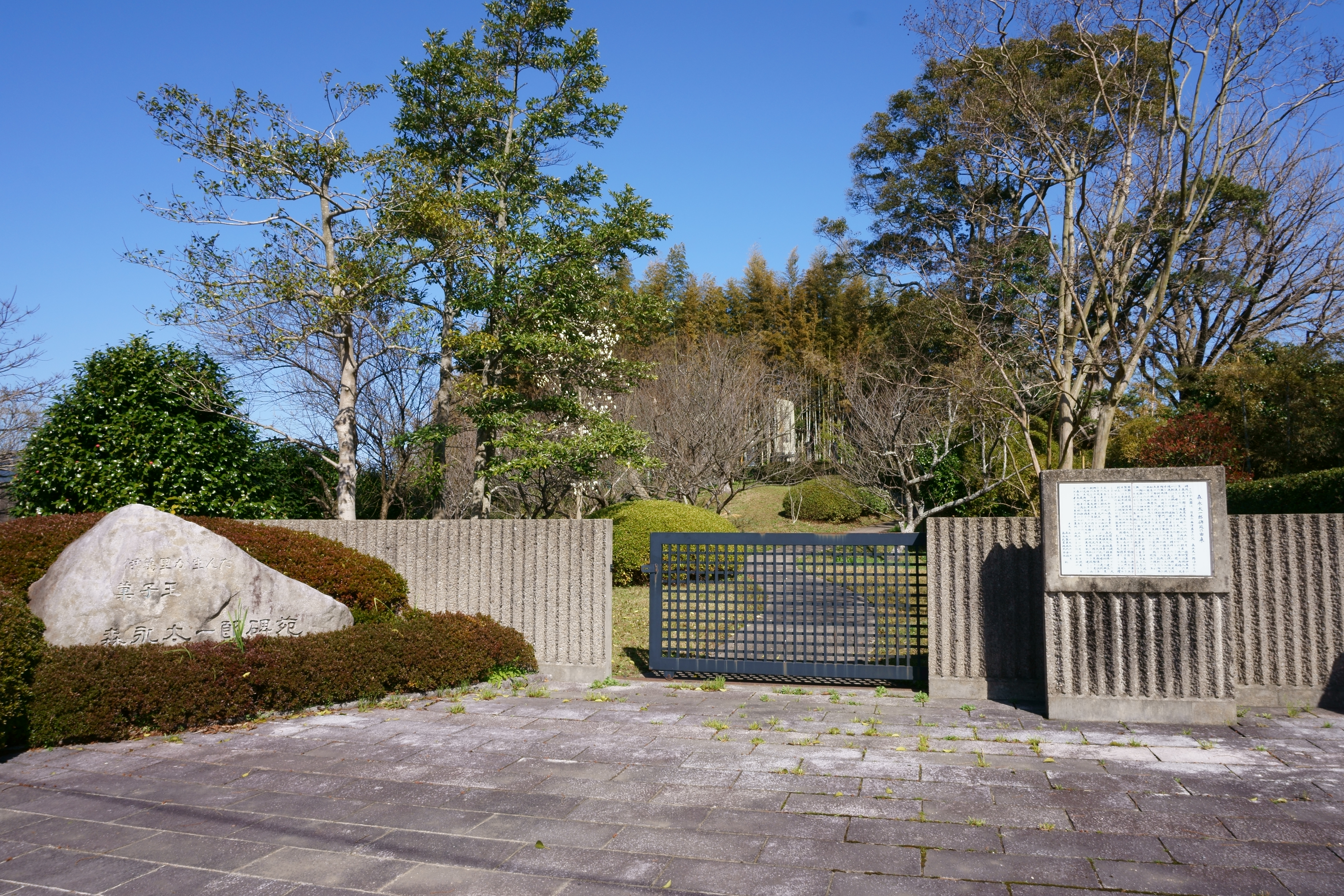
森永太一郎碑苑（伊万里市二里町）